# Giuseppe Marini (ammiraglio)
Giuseppe Marini (Trapani, 28 aprile 1899 – Roma, 19 febbraio 1969) è stato un ammiraglio italiano.

## Biografia
Nato a Trapani il 28 aprile 1899, figlio di Epifanio e di Maria Scio, Giuseppe Marini di Buxalca fu ammesso all'Accademia Navale di Livorno nel 1914, conseguendo la nomina a guardiamarina nel 1919.
Con il grado di tenente di vascello ebbe il comando di torpediniere, alternando quindi destinazioni presso il reparto operazioni dello stato maggiore su unità navali, tra cui, da capitano di corvetta, il comando del cacciatorpediniere Grado e della torpediniera Zenson e da capitano di fregata l'incarico di sottocapo di stato maggiore della I Divisione navale.
All'entrata dell'Italia nel secondo conflitto mondiale, con il grado di capitano di fregata, al comando del cacciatorpediniere Alpino, di cui assunse il comando proprio il 10 giugno 1940, giorno dell'entrata in guerra dell'Italia e al cui comando partecipò a numerose missioni e a tre scontri navali, quello di Punta Stilo, di Capo Teulada e di Capo Matapan, meritando una medaglia di bronzo e una croce di guerra al valor militare. Dopo la Battaglia di Capo Matapan fu destinato all'ufficio piani dell'Alto comando della Marina (Supermarina), facendo ritorno a bordo, con il grado di capitano di vascello nel settembre 1942, assumendo il comando della XII Squadriglia cacciatorpediniere con insegna sul Mitragliere e da comandante superiore in mare eseguì trasporti di truppe, scorta a forze navali e a convogli lungo le rotte per l'Africa settentrionale, sbarramenti in acque nemiche, contrastando con successo le offese avversarie in oltre cinquanta missioni di guerra, per le quali meritò una medaglia d'argento al valore militare sul campo.

### Armistizio
All'armistizio dell'8 settembre 1943 il Mitragliere si trovava nella base di La Spezia. Le relative clausole che riguardavano la flotta prevedevano il trasferimento immediato delle navi italiane in località che sarebbero state designate dal Comandante in Capo alleato, dove le navi italiane sarebbero rimaste in attesa di conoscere il proprio destino. Alle 3 del mattino del 9 settembre il Mitragliere salpò di scorta alle forze navali da battaglia, con la flotta con insegna sulla corazzata Roma che mosse dalla base di La Spezia alla volta della Maddalena, ricongiungendosi circa tre ore dopo la partenza, con il gruppo navale proveniente da Genova. La formazione navale, composta da ventitré unità, puntò a sud, mantenendosi ad una ventina di chilometri dalle coste occidentali della Corsica, dirigendosi verso est in direzione delle Bocche di Bonifacio, ma quando la flotta stava per giungere al punto più stretto delle Bocche di Bonifacio, l'ammiraglio Bergamini ricevette da Supermarina un messaggio con il quale si comunicava che La Maddalena era stata occupata dagli ormai ex alleati tedeschi e gli venne ordinato di cambiare rotta e dirigersi a Bona in Algeria. Bergamini ordinò di invertire subito la rotta di 180°, ma al largo dell'Asinara la formazione venne attaccata da una formazione aerea tedesca e la corazzata Roma affondata dopo essere stata centrata da una bomba teleguidata Ruhrstahl SD 1400 sganciata da un Dornier Do 217. Nell'affondamento morirono l'ammiraglio Bergamini e il suo Stato Maggiore, il comandante della nave Adone Del Cima e buona parte dell'equipaggio, uccisi pressoché all'istante. La vampata salì almeno a 400 metri di quota (ma alcune fonti parlano di 1500 m), formando il classico fungo delle grandi esplosioni.
Senza attendere ordini Mitragliere e Carabiniere invertirono immediatamente la rotta per recuperare i superstiti, seguiti da Regolo e Fuciliere. A queste unità si aggiunsero le torpediniere Pegaso, Orsa e Impetuoso. Per il soccorso ai naufraghi tutti gli ordini vennero emanati già alcuni minuti prima dell'affondamento della corazzata Roma e alle 16.07 per i soccorsi vennero distaccati due gruppi navali: uno costituito dall'incrociatore Attilio Regolo e da tre unità della XII Squadriglia Cacciatorpediniere: Mitragliere, Carabiniere e Fuciliere; l'altro includeva tre torpediniere: Pegaso, Impetuoso e Orsa. Il primo gruppo era posto agli ordini del capitano di vascello Giuseppe Marini, mentre la squadriglia torpediniere era comandata dal Capitano di fregata Riccardo Imperiali di Francavilla, comandante del Pegaso. Ben 1352 marinai del Roma persero la vita. I naufraghi, recuperati dalle unità navali inviate in loro soccorso, furono 622, di cui 503 salvati dai tre cacciatorpediniere, 17 dall'Attilio Regolo e 102 dalle tre torpediniere Orsa, Pegaso e Impetuoso.
A prendere il comando della flotta, dopo l'affondamento della corazzata Roma, fu l'ammiraglio Oliva, il più anziano tra gli ammiragli della formazione e comandante della VII Divisione con insegna sull'Eugenio di Savoia, e mentre le sette navi si erano fermate a recuperare i morti e i feriti dell'ammiraglia, il resto della squadra proseguì la navigazione dirigendo verso Bona, dove al largo ad attenderla c'erano navi inglesi, che scortarono le unità italiane verso Malta, destinazione scelta dagli Alleati, dove la formazione si sarebbe ricongiunta con il gruppo proveniente da Taranto guidato dall'ammiraglio Da Zara.
Il recupero dei naufraghi si concluse poco prima delle 18:00. 
Giuseppe Marini, comandante del Mitragliere, caposquadriglia della XII squadriglia, tenuto conto dei molti feriti gravi a bordo, avendo perso i contatti con la formazione al comando dell'ammiraglio Oliva, che non dava risposta ai suoi messaggi, richiese al Regolo, nave comando del gruppo cacciatorpediniere di squadra, l'autorizzazione a dirigere ad alta velocità verso Livorno, ma venne informato dal comandante del Regolo, il capitano di fregata Marco Notarbartolo di Sciara, che il comandante del gruppo cacciatorpediniere di squadra, capitano di vascello Franco Garofalo, non era a bordo in quanto era stato autorizzato da Bergamini a imbarcarsi sulla corazzata Italia, a causa di un piccolo ritardo nell'approntamento del Regolo, ma la sua insegna era rimasta sul Regolo e a quel punto il comandante superiore in mare del gruppo delle sette navi, come ufficiale più anziano, era proprio Marini, che si trovava all'improvviso a dover prendere delle decisioni, sprovvisto delle informazioni utili a questo scopo.
Il gruppo si trovava nella impossibilità di mettersi in contatto con la formazione al comando dell'ammiraglio Oliva e con Supermarina, senza ricevere alcune risposta ai messaggi; inoltre l'intercettazione di alcuni messaggi di Supermarina dimostravano l'impossibilità di rientrare in porti italiani per sbarcare i feriti che avevano urgente bisogno di cure ospedaliere per cui era a quel punto necessario raggiungere le coste neutrali più vicine per lo sbarco dei feriti che non era possibile curare a bordo a causa della gravità delle loro condizioni ed inoltre le navi avevano ormai una ridotta autonomia a causa della riduzione delle scorte di nafta.
Marini diede alle torpediniere libertà di manovra sotto il comando del capitano di fregata Riccardo Imperiali, comandante del Pegaso, assumendo il comando del resto della formazione composta dal Regolo e dai tre cacciatorpediniere. Marini decise di dirigere la propria formazione verso le isole Baleari, considerato che la Spagna era neutrale, sperando che avrebbe consentito lo sbarco dei feriti e fornito i necessari rifornimenti di carburante e acqua potabile, senza procedere all'internamento delle navi; le Baleari avevano anche il vantaggio di essere in posizione centrale rispetto ad eventuali successivi spostamenti verso l'Italia, Tolone o l'Africa settentrionale.
Le tre torpediniere al comando del capitano di fregata Imperiali lungo la rotta furono ripetutamente attaccate da aerei tedeschi, e perso ogni contatto con le altre navi, anche questo gruppo decise di dirigersi autonomamente verso le Baleari giungendo nel mattino del 10 settembre nella baia di Pollensa, nell'isola di Maiorca.
Marini alle 7:10 del 10 settembre inviò un messaggio alla VII Divisione Incrociatori in cui informò che avrebbe fatto rotta per Mahón, nell'isola di Minorca, dove le altre unità giunsero alle 08:30. sbarcando i naufraghi della Roma.
Il giorno 11 settembre Mitragliere, Fuciliere, Carabiniere e Regolo vennero internati nella rada di Porto Mahon, dove rimasero sino al 21 gennaio 1945, quando poterono rientrare in Italia e analoga sorte ebbe l’Orsa, mentre Pegaso e Impetuoso preferirono autoaffondarsi. Durante il periodo di internamento, che soprattutto all'inizio fu assai duro, Marini si prodigò per rendere meno dure le condizioni di vita degli internati, cercando di superare le intricate vicende politiche che caratterizzarono quel tempo, ottenendo miglioramenti nel trattamento dei propri uomini.

### Dopoguerra
Nel dopoguerra, promosso contrammiraglio nel 1947 e ammiraglio di divisione nel 1952, ebbe importanti incarichi quali quello di capo di Gabinetto del ministro, capo di stato maggiore delle forze navali, comandante della I Divisione navale e di sottocapo di stato maggiore della Marina. Promosso Ammiraglio di squadra nel 1955, ebbe l'incarico di direttore generale del personale del CEMM, di Comandante in capo della Squadra Navale (1956-1958), di comandante in capo del Dipartimento militare marittimo dello Ionio e del Canale d'Otranto (1958-1959) e infine, dall'11 settembre 1960 al 30 giugno 1962 di Presidente del Centro alti studi per la difesa. Lasciato il servizio per raggiunti limiti d'età al termine di questo incarico, è morto a Roma il 19 febbraio 1969.